# 能勢和子
能勢 和子（のせ かずこ、1939年（昭和14年）8月30日 - ）は、日本の政治家。自由民主党所属の元衆議院議員（2期）。亀井静香の派閥である志帥会に所属した。

## 経歴
高知県高岡郡越知町生まれ。1961年（昭和36年）3月、高知赤十字高等看護学院卒業し、同年4月高知赤十字病院勤務。同年6月、看護婦国家試験に合格。国立呉病院勤務、呉市医師会看護専門学校教員、医療法人緑風会長尾病院教育婦長、社団法人広島県看護協会常務理事を経て、1993年（平成5年）9月から1996年（平成8年）9月まで、医療法人更生会草津病院看護部長。
1996年（平成8年）10月の第41回衆議院議員総選挙で比例中国ブロックで自民党単独1位候補として立候補し初当選。
2000年（平成12年）6月の第42回衆議院議員総選挙では比例中国ブロックで自民党5位候補となるが、比例中国ブロックでは自民党が4議席しか確保できなかったため落選。同年9月、自由民主党広島県衆議院比例区第二支部長。2001年（平成13年）6月、日本看護連盟広島県支部顧問。
2003年（平成15年）の第43回衆議院議員総選挙で比例中国ブロックで自民党4位候補となり、2度目の当選。 
2004年（平成16年）9月 環境大臣政務官に就任。2005年の郵政国会において、7月5日の衆議院本会議で郵政民営化法案に反対票を投じた。そのため政務官辞任の辞表を書き、当時の環境大臣の小池百合子に辞表を提出するも床に叩きつけられ、「親分を間違えたわね！」と言われ受け取ってもらえなかった。このため政務官を罷免される。同年8月12日、第44回衆議院議員総選挙に立候補しないことを表明した。
2017年（平成29年）4月、旭日小綬章を受章した。